# Shakedown: Hawaii
Shakedown: Hawaii ist ein Actionspiel von Vblank Entertainment und der Nachfolger zu Retro City Rampage. Es erschien 2019 zunächst für Windows, Switch, PlayStation 4 und PlayStation Vita, später dann auch für 3DS, PlayStation 3, PlayStation 5, Wii und Wii U.

## Beschreibung
Nachdem The CEO, der ergraute Gründer des Konzerns Feeble Multinational, nach jahrelanger Auszeit am Strand von Hawaii wieder in das Tagesgeschäft seiner Firma zurückkehrt, muss er feststellen, dass sein Unternehmen kurz vor dem Bankrott steht. Das Geschäftsmodell ist wie sein Gründer in den 1980ern stecken geblieben und muss innerhalb kürzester Zeit den Turnararound schaffen, da sonst die feindliche Übernahme durch die Konkurrenz droht. In parodistischer Manier muss der Spieler in Gestalt von The CEO mit Marketing-Blendgranaten und Waffengewalt die wirtschaftliche Hoheit über die Insel zurückerlangen.
Spielerisch orientiert sich das Spiel wie der Vorgänger an den ersten beiden Titel von Grand Theft Auto. Die Handlung in der offenen, frei begehbaren Spielwelt wird dabei missionsweise vorangetrieben, wobei der Spieler stets die Wahl hat, die Handlung zugunsten anderer Beschäftigungen zu pausieren. Aus der Vogelperspektive steuert der Spieler seine Spielfigur durch das Stadtgebiet. Fahrzeuge können jederzeit gekapert werden, um sich schneller voran bewegen zu können. Die Missionen erfordern vielfach auch den Einsatz von Waffengewalt, wofür ein Arsenal aus unterschiedlichen Nahkampf- und Schusswaffen zur Verfügung steht. Abschnittsweise schlüpft der Spieler in die Rolle des erwachsenen, ansonsten aber vollkommen unselbständigen Sohn von The CEO, und die eines Auftragskillers namens The Consultant. Ein Teil des Humors speist sich aus dem Anachronismus zwischen den veralteten Ansichten des CEOs und dem Zeitgeist. Sein Geschäftsgebaren persifliert dabei auf zynische Weise gängige Klischees über den Kapitalismus. Im Stadtgebiet verteilt finden sich verschiedene begehbare Gebäude mit Läden, in denen Ausrüstung oder Verbesserungen der Spielfigur gekauft werden können. Ein Teil des Wirtschaftsaspekts ist der Erwerb und Ausbau von Immobilien, durch den Einkommen generiert wird, das wiederum in Ausrüstung oder weitere Immobilienankäufe investiert werden kann.

## Rezeption
Das Spiel erhielt teils durchmischte, aber auch anerkennende Wertungen.

„Durchweg unterhaltsame Action im Stile der ersten GTA-Spiele, eingebunden in eine sympathische 16-Bit-Pixelkulisse. Die Wirtschafts-Elemente sind gut gemeint, aber letztlich nicht gut mit der Action verbunden.“

„Prinzipiell darf Satire alles – wenn sie ein Ziel oder einen Auftrag verfolgt und im Idealfall nach oben und nicht nach unten tritt. Shakedown: Hawaii will den Kapitalismus in seinen schlimmsten Auswüchsen parodieren, bietet mir dafür aber zu viele Abziehbildchen-Charaktere, zu viele dumme Klischees und zu wenig echte Aussage. Auch spielerisch hätte es gerne ein bisschen mehr sein dürfen. Bis auf einige amüsante Missionen – ich sage nur gesprengte Toiletten und Versicherungsbetrug durch Bananenschalen - läuft der GTA-Klon nach Schema F ab.“